# Jewgienij Żukow (lekkoatleta)
Jewgienij Żukow (ros. Евгений Жуков, ur. 20 sierpnia 1930 w Tule) – radziecki lekkoatleta, długodystansowiec, wicemistrz Europy z 1958.
Zdobył srebrny medal w biegu na 10 000 metrów na mistrzostwach Europy w 1958 w Sztokholmie, za Zdzisławem Krzyszkowiakiem, a przed swym kolegą z reprezentacji Nikołajem Pudowem.
Zajął 16. miejsce w tej konkurencji na igrzyskach olimpijskich w 1960 w Rzymie.
Był wicemistrzem ZSRR w biegu na 10 000 metrów w 1955 i 1961 oraz brązowym medalistą na tym dystansie w 1958 i w biegu na 5000 metrów w 1959. Zwyciężył w Memoriale Braci Znamieńskich w 1958 na 10 000 metrów i zajął 2. miejsce na 5000 metrów.
Rekordy życiowe Żukowa:
| Konkurencja           | Data i miejsce              | Wynik   |
| --------------------- | --------------------------- | ------- |
| bieg na 5000 metrów   | 13 sierpnia 1960, Moskwa    | 13:53,4 |
| bieg na 10 000 metrów | 19 sierpnia 1958, Sztokholm | 28:58,6 |